# Sekkujärvi
Sekkujärvi är en sjö i Kiruna kommun i Lappland och ingår i Torneälvens huvudavrinningsområde. Sjön har en area på 2,21 kvadratkilometer och ligger 496 meter över havet. Sekkujärvi ligger i Torneträsk-Soppero fjällurskog Natura 2000-område.

## Delavrinningsområde
Sekkujärvi ingår i det delavrinningsområde (756540-171537) som SMHI kallar för Utloppet av Sekkujärvi. Medelhöjden är 516 meter över havet och ytan är 9,29 kvadratkilometer. Räknas de 3 avrinningsområdena uppströms in blir den ackumulerade arean 75,83 kvadratkilometer. Sekkujoki som avvattnar avrinningsområdet har biflödesordning 3, vilket innebär att vattnet flödar genom totalt 3 vattendrag innan det når havet efter 383 kilometer. Avrinningsområdet består mestadels av skog (57 procent) och sankmarker (14 procent). Avrinningsområdet har 2,25 kvadratkilometer vattenytor vilket ger det en sjöprocent på 24,3 procent.

## Historia
Sekkujärvi omnämns i en skattelängd från 1576 som Seghe. Sjön brukades av samer inom den historiska lappbyn Siggevara eller Lulebyn (Nederbyn), som omfattade den östra delen av Jukkasjärvi socken.